# Doral Open

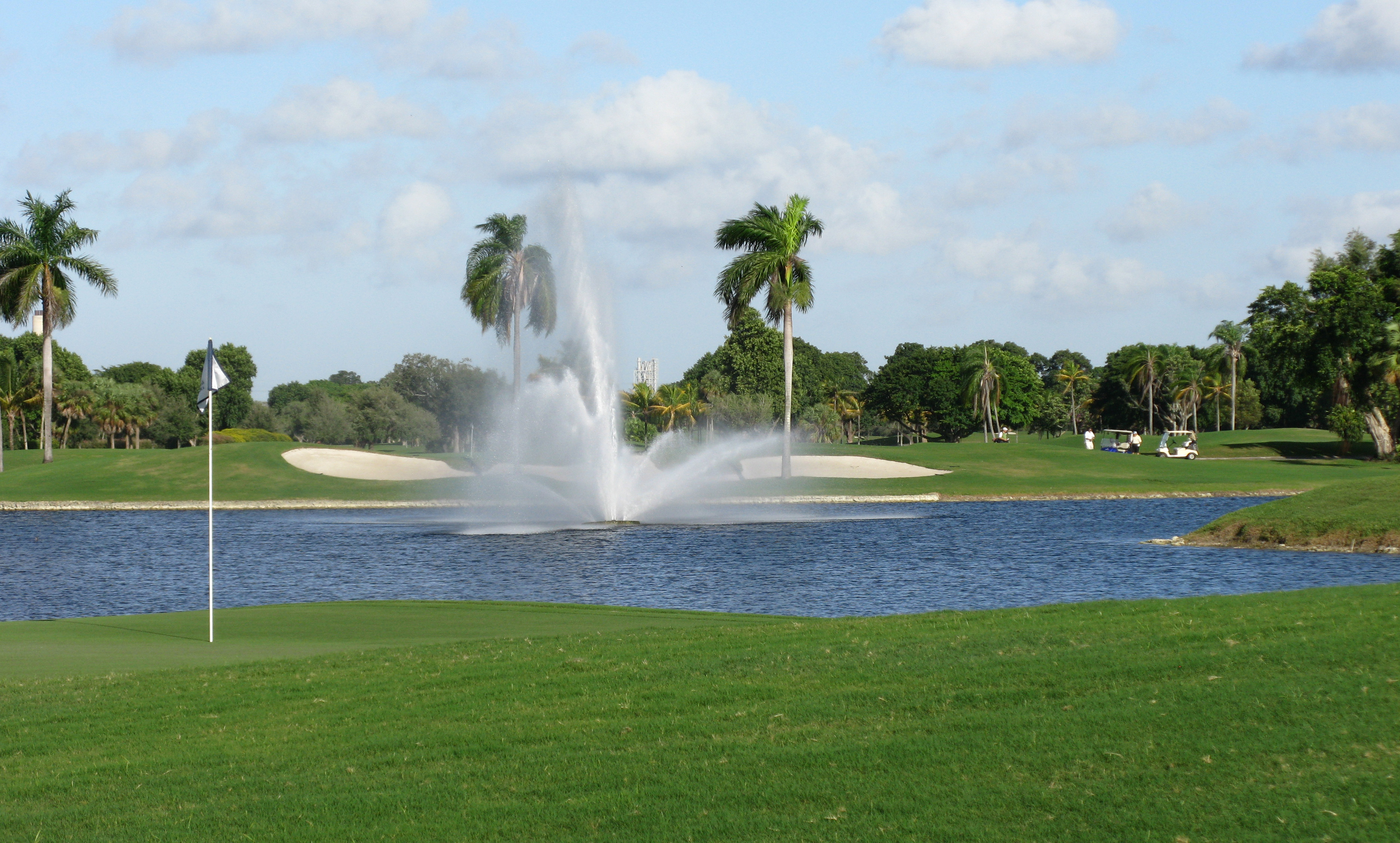
Hole 18 van Blue Monster

Het Doral Open was een golftoernooi van de Amerikaanse PGA Tour. Het werd 45 jaar lang gespeeld op de Blue Monster-baan van het Doral Golf Resort & Spa in Doral, Florida.
Toen de FedEx Cup in 2007 werd geïntroduceerd, veranderde het schema van de PGA Tour. Het WGC - CA Kampioenschap verhuisde van oktober naar maart en nam de plaats in van het Doral Open, dat toen ophield te bestaan. Het WGC - CA toernooi wordt sindsdien op de Blue Monster gespeeld. 
De naam van de Doral Golf Resort & Spa was vroeger de Doral Country Club, vandaar dat het invitational toernooi begon met de naam Doral C.C. Open Invitational.
Het spelersveld was vooral de laatste jaren erg sterk, met bijna alle top-10 spelers van de wereldranglijst. Maar ook daarvoor werd het toernooi vaak door beroemde spelers gewonnen. Tiger Woods won de laatste twee edities met slechts 1 slag voorsprong.

## Records
- Laagste ronde was 61 van Stephen Ames in 2000;
- Laagste toernooiscore was 264 van Tiger Woods in 2005;
- Jack Nicklaus won twee keer (1972, 1975), maar eindigde vijf keer op de 2de plaats (1964, 1976, 1978, 1980, 1984);
- Drievoudig winnaars waren Andy Bean (1977, 1982, 1986), Raymond Floyd (1980, 1981, 1992) en Greg Norman (1990, 1993, 1996);
- Twee spelers wonnen het toernooi 2x achter elkaar: Raymond Floyd (1980-81) en Tiger Woods (2005-2006).

## Winnaars
| Jaar                            | Winnaar                      | Score                        | Score                        | 1ste prijs                   | Info                         |
| Doral C.C. Open Invitational    | Doral C.C. Open Invitational | Doral C.C. Open Invitational | Doral C.C. Open Invitational | Doral C.C. Open Invitational | Doral C.C. Open Invitational |
| ------------------------------- | ---------------------------- | ---------------------------- | ---------------------------- | ---------------------------- | ---------------------------- |
| 1962                            | Billy Casper                 | 283                          | -5                           | $ 9,000                      |                              |
| 1963                            | Dan Sikes                    | 283                          | -5                           | 9,000                        | [dode link]                  |
| Doral Open Invitational         |                              |                              |                              |                              |                              |
| 1964                            | Billy Casper                 | 277                          | -11                          | 7,500                        |                              |
| 1965                            | Doug Sanders                 | 274                          | -14                          | 11,000                       |                              |
| 1966                            | Phil Rodgers                 | 278                          | -10                          | 20,000                       |                              |
| 1967                            | Doug Sanders                 | 275                          | -9                           | 20,000                       |                              |
| 1968                            | Gardner Dickinson            | 275                          | -13                          | 20,000                       |                              |
| 1969                            | Tom Shaw                     | 276                          | -12                          | 30,000                       |                              |
| Doral-Eastern Open Invitational |                              |                              |                              |                              |                              |
| 1970                            | Mike Hill                    | 279                          | -9                           | 30,000                       |                              |
| 1971                            | J. C. Snead                  | 275                          | -13                          | 30,000                       |                              |
| Doral-Eastern Open              |                              |                              |                              |                              |                              |
| 1972                            | Jack Nicklaus                | 276                          | -12                          | 30,000                       |                              |
| 1973                            | Lee Trevino                  | 276                          | -12                          | 30,000                       |                              |
| 1974                            | Buddy Allin                  | 272                          | -16                          | 30,000                       |                              |
| 1975                            | Jack Nicklaus                | 276                          | -12                          | 30,000                       |                              |
| 1976                            | Hubert Green                 | 270                          | -18                          | 40,000                       |                              |
| 1977                            | Andy Bean                    | 277                          | -11                          | 40,000                       |                              |
| 1978                            | Tom Weiskopf                 | 272                          | -16                          | 40,000                       |                              |
| 1979                            | Mark McCumber                | 279                          | -9                           | 45,000                       |                              |
| 1980                            | Raymond Floyd po             | 279                          | -9                           | 45,000                       |                              |
| 1981                            | Raymond Floyd                | 273                          | -15                          | 45,000                       |                              |
| 1982                            | Andy Bean                    | 278                          | -10                          | 54,000                       |                              |
| 1983                            | Gary Koch                    | 271                          | -17                          | 54,000                       |                              |
| 1984                            | Tom Kite                     | 272                          | -16                          | 72,000                       |                              |
| 1985                            | Mark McCumber                | 284                          | -4                           | 72,000                       |                              |
| 1986                            | Andy Bean po                 | 276                          | -12                          | 90,000                       |                              |
| Doral - Ryder Open              |                              |                              |                              |                              |                              |
| 1987                            | Lanny Wadkins                | 277                          | -11                          | 180,000                      |                              |
| 1988                            | Ben Crenshaw                 | 274                          | -14                          | 180,000                      |                              |
| 1989                            | Bill Glasson                 | 275                          | -13                          | 234,000                      |                              |
| 1990                            | Greg Norman po               | 273                          | -15                          | 252,000                      |                              |
| 1991                            | Rocco Mediate po             | 276                          | -12                          | 252,000                      |                              |
| 1992                            | Raymond Floyd                | 271                          | -17                          | 252,000                      |                              |
| 1993                            | Greg Norman                  | 265                          | -23                          | 252,000                      | [dode link]                  |
| 1994                            | John Huston                  | 274                          | -14                          | 252,000                      |                              |
| 1995                            | Nick Faldo                   | 273                          | -15                          | 270,000                      |                              |
| 1996                            | Greg Norman                  | 269                          | -19                          | 324,000                      |                              |
| 1997                            | Steve Elkington              | 275                          | -13                          | 324,000                      |                              |
| 1998                            | Michael Bradley              | 278                          | -10                          | 360,000                      |                              |
| 1999                            | Steve Elkington              | 275                          | -13                          | 540,000                      |                              |
| 2000                            | Jim Furyk                    | 265                          | -23                          | 540,000                      |                              |
| Genuity Championship            |                              |                              |                              |                              |                              |
| 2001                            | Joe Durant                   | 270                          | -18                          | 810,000                      |                              |
| 2002                            | Ernie Els                    | 271                          | -17                          | 846,000                      |                              |
| Ford Championship at Doral      |                              |                              |                              |                              |                              |
| 2003                            | Scott Hoch po                | 271                          | -17                          | 900,000                      |                              |
| 2004                            | Craig Parry po               | 271                          | -17                          | 900,000                      |                              |
| 2005                            | Tiger Woods                  | 264                          | -24                          | 990,000                      |                              |
| 2006                            | Tiger Woods                  | 268                          | -20                          | 990,000                      |                              |

84 Lumber Classic ·
500 Festival Open Invitation ·
Agua Caliente Open ·
Air Canada Championship ·
Alameda County Open ·
Alcan Open ·
All American Open ·
Almaden Open ·
American Golf Classic ·
Ardmore Open ·
Arlington Hotel Open ·
AT&T Classic ·
Atlanta Open ·
Azalea Open Invitational ·
B.C. Open ·
Bahama's Open ·
Bakersfield Open Invitational ·
Baton Rouge Open Invitational ·
Beaumont Open Invitational ·
Blue Ribbon Open ·
Booz Allen Classic ·
Buick Challenge ·
Buick Open ·
Cajun Classic Open Invitational ·
California State Open ·
Carling World Open ·
Centel Classic ·
Chattanooga Classic ·
Cleveland Open ·
Connecticut Open ·
Coral Gables Open Invitational ·
Coral Springs Open Invitational ·
CVS Charity Classic ·
Dallas Open ·
Danny Thomas-Diplomat Classic ·
Dapper Dan Open ·
De Soto Open Invitational ·
Denver Open Invitational ·
Doral Open ·
Dow Jones Open Invitational ·
Durham Open ·
Eastern Open ·
El Paso Open ·
Empire State Open ·
Esmeralda Open ·
Fig Garden Village Open Invitational ·
Florida Open ·
Fort Wayne Open ·
Frank Sinatra Open Invitational ·
Gasparilla Open ·
Gatlin Brothers-Southwest Golf Classic ·
Ginn sur Mer Classic ·
Chicago Open ·
Glens Falls Open ·
Golden Gate Championship ·
Goodall Palm Beach Round Robin ·
Greater St. Louis Golf Classic ·
Gulfport Open ·
Haig Open Invitational ·
Hale America National Open Golf Tournament ·
Hall of Fame Golf Classic ·
Hershey Open ·
Hesperia Open Invitational ·
Houston Open ·
Indian Ridge Hospital Open Invitational ·
Inverness Invitational Four-Ball ·
Jacksonville Open ·
Kansas City Open ·
Kentucky Derby Open ·
Knoxville Invitational ·
La Gorce Open ·
Labatt Open ·
Liggett & Myers Open ·
Long Beach Open ·
Long Island Open ·
Lucky International Open ·
Maryland Open ·
Massachusetts Open ·
Mayfair Inn Open ·
Memphis Invitational ·
Metropolitan Open ·
Metropolitan PGA Championship ·
Miami Beach Open ·
Miami International Four-Ball ·
Miami Open ·
Michelob Championship at Kingsmill ·
Michigan Golf Classic ·
Milwaukee Open Invitational ·
Milwaukee Open ·
Mobile Sertoma Open Invitational ·
Motor City Open ·
Mountain View Open ·
National Airlines Open Invitational ·
National Celebrities Open ·
National Team Championship ·
New Jersey PGA Championship ·
New Jersey State Open ·
New York State Open ·
North and South Open ·
Northern California Open ·
Oakland Open ·
Ohio Kings Island Open ·
Ohio Open ·
Oklahoma City Open Invitational ·
Oklahoma Open ·
Ontario Open ·
Orange County Open Invitational ·
Oregon Open ·
Pasadena Open ·
Pennsylvania Open Championship ·
Pensacola Open ·
Pepsi Championship ·
Philadelphia Daily News Open ·
Philadelphia Golf Classic ·
Philadelphia Inquirer Open ·
Philadelphia Open ·
Portland Open Invitational ·
Reading Open ·
Rebel Yell Open ·
Rio Grande Valley Open ·
Robinson Open ·
Rubber City Open Invitational ·
Sacramento Open ·
Sahara Invitational ·
Seattle Open Invitational ·
Sioux City Open ·
Southern (Spring) Open ·
St. Paul Open ·
St. Petersburg Open Invitational ·
Sunset-Camellia Open Invitational ·
Sunshine Open Invitational ·
Tacoma Open ·
The International ·
Thomasville Open ·
Thunderbird Classic ·
Thunderbird Invitational ·
Tournament of the Gardens Open ·
Tucson Open ·
Turning Stone Resort Championship ·
US Bank Championship in Milwaukee ·
US Professional Match Play Championship ·
Utah Open ·
Virginia Beach Open ·
Virginia Open ·
Waco Turner Open ·
Walt Disney World Golf Classic ·
West End Classic ·
West Palm Beach Open Invitational ·
Westchester Open ·
Western Open ·
White Sulphur Springs Open ·
Wisconsin State Open ·
World Championship of Golf ·
Yorba Linda Open Invitational